# Селиште (Ниспоренский район)
Селиште (рум. Seliște) — село в Ниспоренском районе Молдавии. Является административным центром коммуны Селиште, включающей также село Пэручень.

## География
Село расположено на высоте 118 метров над уровнем моря.

## Население
По данным переписи населения 2004 года, в селе Селиште проживает 2836 человек (1400 мужчин, 1436 женщин).
Этнический состав села:
| Национальность | Число жителей | Процентный состав |
| -------------- | ------------- | ----------------- |
| молдаване      | 2777          | 97,92             |
| румыны         | 40            | 1,41              |
| украинцы       | 11            | 0,39              |
| русские        | 5             | 0,18              |
| болгары        | 1             | 0,04              |
| прочие         | 2             | 0,07              |
| Всего          | 2836          | 100 %             |